# Немойовиці
Немойовиці (пол. Niemojowice) — село в Польщі, у гміні Жарнув Опочинського повіту Лодзинського воєводства.
Населення — 194 особи (2011).
У 1975-1998 роках село належало до Пйотрковського воєводства.

## Демографія
Демографічна структура станом на 31 березня 2011 року:
|          | Загалом | Допрацездатний вік | Працездатний вік | Постпрацездатний вік |
| -------- | ------- | ------------------ | ---------------- | -------------------- |
| Чоловіки | 103     | 21                 | 66               | 16                   |
| Жінки    | 91      | 19                 | 40               | 32                   |
| Разом    | 194     | 40                 | 106              | 48                   |